# Potentilla umbrosa
Potentilla umbrosa är en rosväxtart. Potentilla umbrosa ingår i Fingerörtssläktet som ingår i familjen rosväxter.

## Underarter
Arten delas in i följande underarter:
- P. u. decrescens
- P. u. umbrosa